# Schwarzes Baumkänguru
Das Schwarze Baumkänguru (Dendrolagus scottae), auch Scott-Baumkänguru genannt, kommt endemisch in den Bewani- und im Torricelligebirge im Norden der Provinz Sandaun im Nordwesten von Papua-Neuguinea vor und hat damit eines der kleinsten Verbreitungsgebiete von allen melanesischen Säugetieren. 

## Merkmale
Das Schwarze Baumkänguru ist ein relativ großes, kurzschwänziges Baumkänguru. Weibchen erreichen eine Kopfrumpflänge von 56,5 bis 72,5 cm, Männchen sind in den meisten Fällen mit 72 bis 75 cm größer. Der Schwanz ist bei den Weibchen (52 bis 54 cm) und bei den Männchen (52 bis 59 cm) etwa gleich lang. Das Gewicht der Weibchen liegt bei 6,8 bis 9,5 kg, das der Männchen bei 9,5 bis 11,5 kg. Das Fell ist lang und dicht. Die Tiere sind schwärzlich bis dunkel sepiafarben (die Basis der Haare ist braun, das übrige Haar ist schwarz). Der Bauch ist oft etwas heller. Gesicht und Gliedmaßen sind dunkelbraun, die Zehen schwarz. Die Ohren sind kurz und dicht behaart. Der Schwanz ist oft heller als der Körper mit Einsprengseln bräunlich-weißlicher Haare. Die Basis des Schwanzes ist weißlich bis orange-braun. Flecken gleicher Farbe können auch auf der Schwanzoberseite und am Bauch auftreten.
Von allen anderen Baumkänguruarten unterscheidet es sich durch das dunkle Fell, dem flachen Gesicht, den in Relation zu den Backenzähnen kleinen Kaumuskeln. Weiterhin unterscheidet es sich von allen anderen Baumkängurus mit Ausnahme des Doria-Baumkängurus (Dendrolagus dorianus) durch seine Größe, den kurzen Schwanz und die großen Backenzähne. Im Unterschied zum Doria-Baumkänguru hat das Schwarze Baumkänguru weniger auffällige untere Schneidezähne und einen breiteren dritten Prämolar. Im Unterschied zum Bären-Baumkänguru (Dendrolagus ursinus) hat das Schwarze Baumkänguru eine dunkle Kehle und einen dunklen Bauch.

## Lebensraum und Lebensweise
Das Schwarze Baumkänguru lebt in tropischen Bergregenwäldern in Höhen von 800 bis 2000 Metern über dem Meeresspiegel. Es ernährt sich vor allem von den Blättern der Bäume, von Kletterpflanzen und von Farnen. Es frisst sowohl in den Bäumen als auch auf dem Erdboden, wo es im Vergleich zu anderen Baumkänguruhs für längere Zeit verweilt. Über die Fortpflanzung ist nur wenig bekannt. Weibchen bekommen ein einzelnes Jungtier pro Jahr. Der Geschlechtsdimorphismus hinsichtlich der Größe deutet darauf hin, dass die Männchen in intensiver Konkurrenz um die Weibchen stehen. Schwarze Baumkängurus leben meist einzeln. In Gebieten mit geringem Jagddruck wurden auch kleine Gruppen mit bis zu 6 Individuen beobachtet.
Vor allem aufgrund des kleinen Verbreitungsgebietes wird das Schwarze Baumkänguru von der IUCN als vom Aussterben bedroht (“critically endangered”) eingestuft.